# کاژیمیش مازور
کاژیمیش مازور (لهستانی: Kazimierz Mazur؛ زادهٔ ۲ دسامبر ۱۹۴۸–۶ سپتامبر ۲۰۲۲) بازیگر اهل لهستان بود.
از فیلم‌ها یا مجموعه‌های تلویزیونی که وی در آن‌ها نقش داشته‌است، می‌توان به رنگ‌های خوشبختی، خانه کشیش، به‌دور از جاده، پیمان ورشو، خبرچینان، کارآگاهان جنایی، پیت‌بول، در خیابان سپولنی، در خوشی و سختی، طایفه، روزها و شب‌ها، جادوگر و انتقام اشاره نمود.